# خورشیدگرفتگی ۱۱ مارس ۲۰۶۲

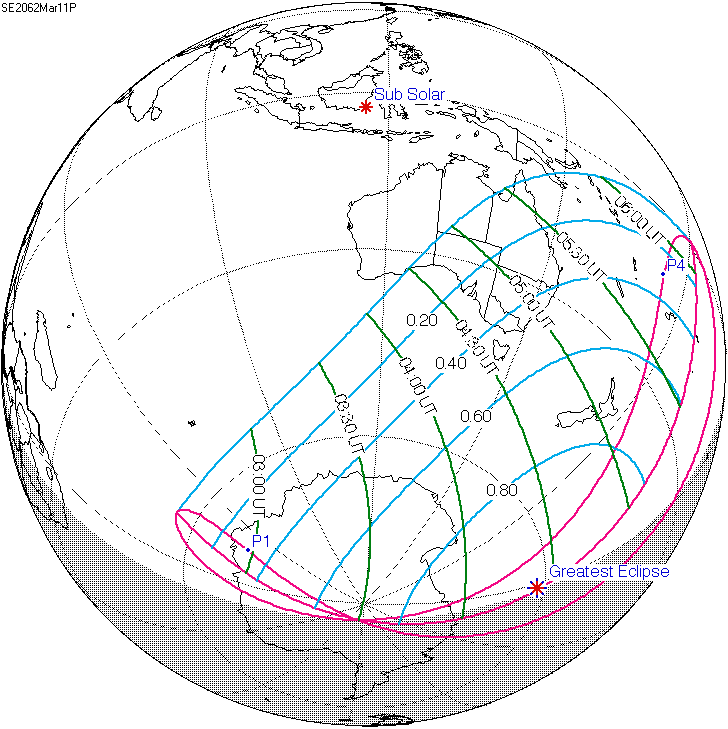
نقشه خورشید گرفتگی ١١ مارس ٢٠۶٢

خورشیدگرفتگی ۱۱ مارس ۲۰۶۲ (به انگلیسی: Solar eclipse of March 11, 2062) یک خورشیدگرفتگی از نوع خورشیدگرفتگی جزئی است. این خورشیدگرفتگی در تاریخ ۱۱ مارس ۲۰۶۲ میلادی (‎۲۱ اسفند ۱۴۴۰ خورشیدی) روی خواهد داد که زمان اوج آن، ساعت ۴:۲۶:۱۶ به‌وقت ساعت هماهنگ جهانی است.